# Citadel/UX

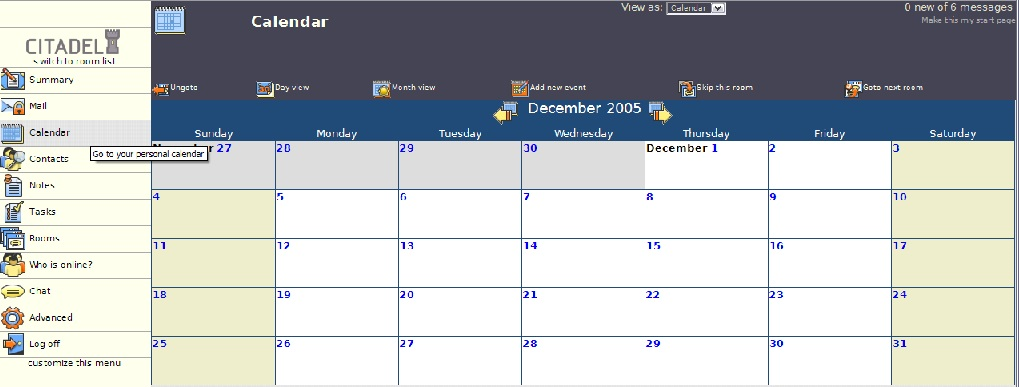
Kalender in Webcit

Citadel/UX ist eine freie Groupware mit Wurzeln in der BBS-Szene. Es bietet Funktionen für E-Mail, Kontakte, Kalender und Aufgaben. Citadel/UX wird von einer freien Entwicklergemeinde seit 1994 unter der GNU General Public License weiterentwickelt.

## Funktionsübersicht
- Mailserver MTA SMTP
- IMAP-Server
- Sieve-basiertes Mailfiltern
- POP3-Server
- Diskussionsforen
- Kalender
- Kontakte
- Aufgaben
- Webmail via WebCit
- Echtzeitchat sowohl in der Web-Schnittstelle als auch via XMPP und auf der Kommandozeile
- Kurznachrichten an andere Benutzer im System (Instant Messaging)
- GroupDAV-Schnittstelle zur Kalender/Kontakte/Aufgaben mit Fat-Clients
- Programmiersprache C
- OpenSSL-Verschlüsselung bei allen Protokollen

## Geschichte
Citadel hat sich aus einem auf Unix-Plattformen verfügbaren Bulletin Board System entwickelt. Die Originalimplementation stammt von 1987 und lief auf einem Altos 586. Der federführende Programmierer von Citadel/UX benutzte vorher Citadel-cpm und Citadel-86 und entschied sich, eine Unix-Portierung zu starten. Der Originalname war UNIXrooms, wurde später aber auf Citadel/UX geändert. Im +1914-Vorwahlbereich der Vereinigten Staaten, der freien Meinungsäußerung gewidmet, bot die „Uncensored! BBS“ dem Citadel-Projekt Heimat.